# Gregory Fuller
Gregory Fuller (* 1948 in Evanston, Illinois, USA) ist ein deutscher Schriftsteller. Geboren am Lake Michigan, kam er 1957 nach Deutschland. Fuller studierte in Tübingen und Marburg Philosophie, Kunstwissenschaft und Amerikanistik und beendete das Studium 1975 mit der Promotion. Er veröffentlichte zahlreiche wissenschaftliche Arbeiten, vor allem auf dem Gebiet der Ästhetik. Zum Thema ökologische Zukunftsforschung publizierte er 1993 den literarischen Essay Das Ende. Von der heiteren Hoffnungslosigkeit im Angesicht der ökologischen Katastrophe. Fuller lebt bei Stuttgart.

## Werke
- 1975: Zur Methode einer historisch-materialistischen phänomenologischen Dialektik. Diss., Universität Marburg, 1975, DNB 760719004
- 1977: Realismustheorie. Ästhetische Studie zum Realismusbegriff. Abhandlungen zur Phil., Psych. und Pädagogik. Band 27.  Bouvier-Verlag, Bonn 1977, ISBN 3-416013727.
- 1981: Phänomenologie der Praxis. Zur Dialektik der Freiheit. Peter D. Lang, Frankfurt 1981, ISBN 3-820468498.[1]
- 1988: Mammut. Roman der Eiszeit. Casimir Katz, Gernsbach 1988, ISBN 3-925825266.
- 1991: Das stumpfe Schwert. Roman des Spätmittelalters. Casimir-Katz-Verlag, Gernsbach 1991, ISBN 3-925825525.
- 1992: Kitsch-Art. Wie Kitsch zur Kunst wird. DuMont Buchverlag, Köln 1992, ISBN 3-770129040.
- 1993: Das Ende. Von der heiteren Hoffnungslosigkeit im Angesicht der ökologischen Katastrophe. Ammann, Zürich 1993, ISBN 3-250010677. Fischer-TB 1996, ISBN 3-569129985. Erweitert und aktualisiert: Meiner, Hamburg 2017, ISBN 3-787331883.[2]
- 1994: Endzeitstimmung. Düstere Bilder in goldener Zeit. (180 Seiten) DuMont-Buchverlag für Kunst und Kultur, Köln 1994, ISBN 3-770132696.
- 2015: Der Stich des Todes. Marquis d'Amande ermittelt. Detektivgeschichte. Casimir-Katz-Verlag, Gernsbach 2015, ISBN 978-3-938047712.[3]
- 2023: Ästhetik in Krisenzeiten. Meiner, Hamburg 2023, ISBN 978-3-7873-4272-3.

## Nachweise
1. ↑  Fuller 1981 (Freiheit): 254 Seiten, DNB 800081862 mit Cover und Inhaltsverzeichnis.
2. ↑  Fuller 1993 (Ende) – als Fischer-TB in der Reihe "Geist und Psyche", hrsg. von Willi Köhler
3. ↑  Fuller 2015 (Stich) – Zeitungsmeldung in stuttgarter-nachrichten.de

| Personendaten    | Personendaten                          |
| ---------------- | -------------------------------------- |
| NAME             | Fuller, Gregory                        |
| KURZBESCHREIBUNG | deutscher Schriftsteller               |
| GEBURTSDATUM     | 1948                                   |
| GEBURTSORT       | Evanston, Illinois, Vereinigte Staaten |